# بود کوژبروزکیه
بود کوژبروزکیه (به لهستانی: Budy Koziebrodzkie}} یک روستا در لهستان است که در گمینا شمیانتکووو واقع شده‌است.